# Fahad Hamísz
Fahad Hamísz (Dubaj, 1962. január 24. –) egyesült arab emírségekbeli válogatott labdarúgó.

## Pályafutása

### Klubcsapatban
1980 és 1997 között az Al-Wasl FC csapatában játszott, melynek színeiben hat alkalommal (1982, 1983, 1985, 1988, 1992, 1997) nyerte meg az Egyesült Arab Emírségek bajnokságát.

### A válogatottban
Az Egyesült Arab Emírségek válogatottjával. részt vett az 1984-es és az 1988-as Ázsia-kupán, illetve az 1990-es világbajnokságon, ahol Kolumbia, ellen kezdőként kezdőként, Jugoszlávia ellen csereként lépett pályára. Az NSZK elleni csoportmérkőzésen nem kapott lehetőséget A Kolumbia elleni csoportmérkőzésen Hamísz volt a válogatott csapatkapitánya. 

## Sikerei, díjai
Al-Wasl FC
- Egyesült arab emírségekbeli bajnok (6): 1981–82, 1982–83, 1984–85, 1987–88, 1991–92, 1996–97